# غالينا كرافشينكو
غالينا كرافشينكو (بالروسية: Галина Сергеевна Кравченко)‏ هي راقصة باليه وممثلة روسية (وحملت سابقاً جنسية الاتحاد السوفيتي والإمبراطورية الروسية)، ولدت في 29 يناير 1905 في قازان في روسيا، وتوفيت في 5 مارس 1996 في موسكو في روسيا.

## أعمال

### أفلام
- (1967) الحرب والسلام[4]

## وصلات خارجية
- غالينا كرافشينكو على موقع IMDb (الإنجليزية)
- غالينا كرافشينكو على موقع قاعدة بيانات الفيلم (الإنجليزية)